# Jaroslav Francl
Jaroslav Francl (28. února 1906 Kutná Hora – 19. června 1990 Praha) byl český hudební skladatel a pedagog.

## Život
Narodil se v Kutné Hoře, ale brzy mu zemřela matka a tak vyrůstal u svého strýce v Ronově nad Doubravou. Přestěhovali se do Telče, kde studoval na reálce. V době studií se seznámil
Theodorem Schaeferem, pozdějším významným hudebním skladatelem. Pod vlivem svého pěstouna, který byl milovníkem hudby a poskytl Jaroslavovi základy hudebního vzdělání, a Theodora, vznikly již během studií na reálce jeho první skladby. Šlo vesměs o hudbu pro studentské divadlo (Telč se směje ráda, Integrál revue). Reálku dokončil v Pardubicích a pokračoval ve studiu skladby na Pražské konzervatoři u prof. Jaroslava Křičky. Během studií na konzervatoři vznikla dětská zpěvohra Honza dobrák a opera Švanda. Tyto skladby však nepovažoval za dostatečně vyzrálé a ani jim nepřidělil opusová čísla. Opus 1 nese až Smyčcový kvartet z roku 1931.
V létech 1930 až 1945 působil jako ředitel Městské hudební školy v Kutné Hoře, učil zpěv na místní reálce a byl sbormistrem Učitelského smíšeného pěveckého sboru a pěveckého sdružení Tyl. Občas řídil i Kutnohorskou filharmonii. Po osvobození se stal ředitelem hudební školy v Karlových Varech a od roku 1946 ve Znojmě, kde byl i dirigentem Znojemské filharmonie. Později byl ještě ředitelem hudební školy v Jihlavě, kde vedl Horácký komorní orchestr.
V roce 1952 byl pověřen řízením komise pro státní zkoušky z hudby, která sídlila v Brně. V Brně se stal ředitelem Kvapilovy hudební školy a současně vyučoval na konzervatoři. V roce 1955 přesídlil do Prahy kde působil ve funkci inspektora hudebních škol Středočeského kraje. Od roku 1969 až do odchodu do důchodu v roce 1974 byl dirigentem a uměleckým ředitelem Středočeského symfonického orchestru v Poděbradech.

## Dílo

### Orchestrální skladby
- Variace na českou národní píseň pro lesní roh a smyčcový orchestr op.8 (1951)
- Cocertino pro lesní roh a malý orchestr (1952)
- Předehra pro orchestr (1959)
- Koncert pro violu a orchestr (1961)
- Lidové písně z moravského Horácka pro smíšený sbor a orchestr

### Balet
- Niobé (1946)

### Komorní skladby
- Smyčcový kvartet č. 1 (1931)
- Nonettino (1938)
- Duo pro housle a violoncello op. 4 (1940)
- Smyčcový kvartet č. 2 (1946)
- Smyčcový kvartet č. 3 (1957)
- Dvě preludia pro klarinet a klavír (1957)
- Tři skladbičky pro flétnu a klavír (1957)
- Sonatina pro klarinet a klavír
- Sonatina pro trubku a klavír
- Malá suita pro pozoun (nebo trubku) a klavír
- Na Vysočině pro housle a klavír (1972)
- U nás zjara pro housle a klavír (1972)
- Pastorální suita pro klarinet